# Efecto Larsen

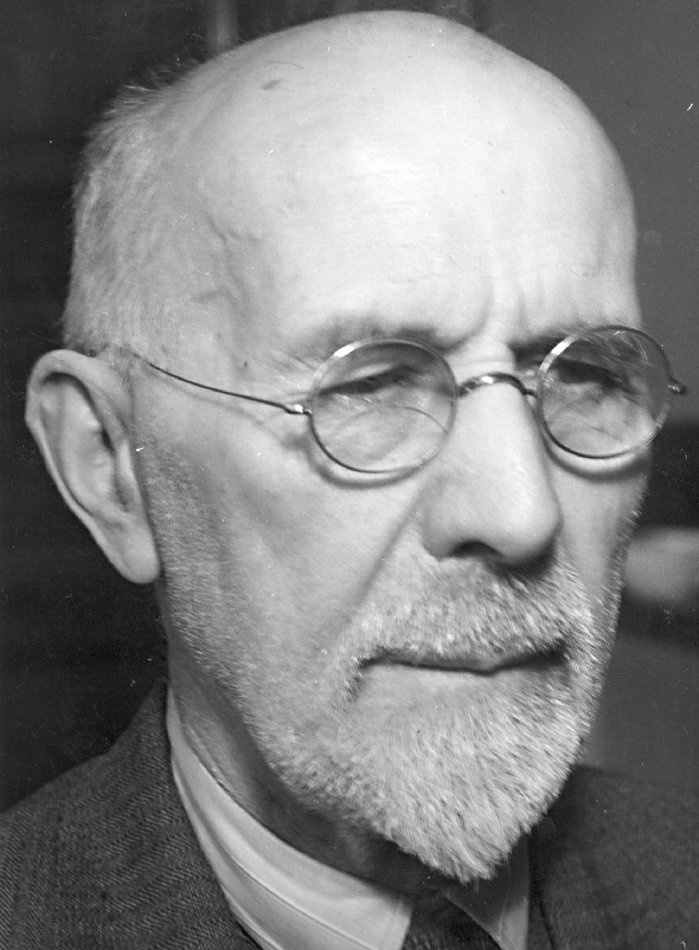
Søren Absalon Larsen (1871-1957)

El efecto Larsen, también llamado acople, feedback o retroalimentación acústica es un fenómeno que aparece cuando un micrófono recibe el sonido emitido por un altavoz. Basta entonces que un sonido, incluso uno muy breve, se produzca ante el micrófono para que se oiga por el altavoz un sonido continuo. En el caso de una señal de vídeo, la imagen aparece repetida dentro de sí misma recursivamente. El nombre viene de Søren A. Larsen (1871-1957), físico danés que trabajó en el campo de la electroacústica. El fenómeno fue publicado en 1911.
Esto sucede porque el altavoz, excitado por la señal eléctrica enviada desde el micrófono, emite una onda sonora, la cual hace vibrar el micrófono, y el fenómeno se repite persiguiéndose los dos elementos del bucle indefinidamente. La energía que se precisa proviene del generador que alimenta el altavoz.